# Xã Cleveland, Quận Fulton, Arkansas
Xã Cleveland (tiếng Anh: Cleveland Township) là một xã thuộc quận Fulton, tiểu bang Arkansas, Hoa Kỳ. Năm 2010, dân số của xã này là 514 người.